# A9高速公路 (法国)
A9高速公路是法国的一条高速公路，全长280.5千米，由ASF负责管理运营。A9始于奥朗日，终于勒佩爾蒂，与A54、A75、A61高速相连。A9还与欧洲E80公路在尼姆和纳博讷相接。